# سبوتنيك (وكالة أنباء)
سبوتنيك  هي وكالة خدمات عالمية للأنباء، انطلقت في 10 نوفمبر عام 2014 بواسطة وكالة روسيا سيفودنيا التي تمتلكها الحكومة الروسية بالكامل. أنشئت بالمرسوم الرئاسي لرئيس روسيا الاتحادية في 9 ديسمبر 2013، وأصبحت بعد ذلك سبوتنيك بديلا لوكالة أنباء نوفوستي. واذاعة صوت روسيا
إذاعة راديو سبوتنيك هي قناة اذاعية تبث بثلاثين لغة عالمية لمدة 24 ساعة يوميا لتغطي 130 مدينة و 34 دولة كما تبث أيضا على الهواتف المحمولة وشبكة الإنترنت
كذلك تدير الوكالة محطة تلفزة في المملكة المتحدة 

## روابط خارجية
- sputniknews.com, الموقع الرسمي وبه قسم باللغة العربية